# 东城街道 (临朐县)
东城街道，是中华人民共和国山東省潍坊市临朐县下辖的一个乡镇级行政单位。
2004年，临朐镇改为城关街道，东城区的20个村和营子镇的11个村则归设立的东城街道。2007年，临朐县行政区划调整，营子镇、七贤镇一起并入。

## 行政区划
东城街道下辖以下地区：
曾家洼社区、滨河社区、皇山社区、夏石庙社区、朐阳社区、吴家庙社区、营子社区、上庄社区、大张家庄社区、榆林店社区、齐家庙社区、窦家洼社区、盛源村、烟冢铺村、吴家后门村、青崖头村、黑山村、陡沟村、丛林村、韩家洼村、北石庙村、董庄村、陈家河村、凤凰山村、城东村、向阳河村、朱壁店子村、罗家树村、七贤店村、贾家庄村、高家庄村、孔村、胡梅涧村、东焦窦村、西焦窦村、朱位村、林家庄村、初家庄村、张家寨村、西朱村和甘石沟村。